# Джеймс Марселен
Джеймс Марселен (фр. James Marcelin, нар. 13 червня 1986, Сен-Марк) — гаїтянський футболіст, півзахисник клубу «Кароліна Рейлгокс».
Виступав, зокрема, за клуби «Роуладо» та «Форт-Лодердейл Страйкерз», а також національну збірну Гаїті.

## Клубна кар'єра
У дорослому футболі дебютував 2002 року виступами за команду клубу «Роуладо», в якій провів чотири сезони.
Своєю грою за цю команду привернув увагу представників тренерського штабу клубу «Гаїтьєн», до складу якого приєднався 2006 року. За який відіграв наступний сезон своєї ігрової кар'єри.
2008 року уклав контракт з клубом «Пуерто-Рико Айлендерз», у складі якого провів наступний рік своєї кар'єри гравця. Більшість часу, проведеного у складі, був основним гравцем команди.
З 2010 року два сезони захищав кольори команди клубу «Портленд Тімберз». Граючи у складі «Портланд Тімберс» також здебільшого виходив на поле в основному складі команди.
Протягом 2012 року захищав кольори команди клубу «Даллас».
З 2013 року жодного сезонів захищав кольори команди клубу «Антигуа Барракуда» з Антигуа і Барбуда.
З 2014 року один сезон захищав кольори команди клубу «Форт-Лодердейл Страйкерз».  Тренерським штабом нового клубу також розглядався як гравець «основи».
До складу клубу «Кароліна Рейлгокс» приєднався 2016 року. Відтоді встиг відіграти за команду з Кері 6 матчів в національному чемпіонаті.

## Виступи за збірну
2007 року дебютував в офіційних матчах у складі національної збірної Гаїті. Наразі провів у формі головної команди країни 31 матч, забивши 5 голів.
У складі збірної був учасником розіграшу Золотого кубка КОНКАКАФ 2007 року в США, розіграшу Золотого кубка КОНКАКАФ 2009 року в США, розіграшу Золотого кубка КОНКАКАФ 2015 року в США і Канаді, розіграшу Кубка Америки 2016 року в США.

## Титули і досягнення

### Клубні
- «Роуладо»

Чемпіон Гаїті (1): 2003
- «Пуерто-Рико Айлендерс»

Володар Кубка (1): 2008